# Sphaeropthalma abdominalis
Sphaeropthalma abdominalis (лат.) — вид ос-немок из подсемейства Sphaeropthalminae.

## Распространение
Северная Америка: запад и юг США (от Техаса и далее на север до Канзаса, на восток до Аризоны, Вайоминга и Юты, на запад до Колорадо).

## Описание
Осы-немки с бескрылыми самками (самцы крылатые). Длина от 4,5 до 9,2 мм. Голова и грудь оранжево-коричневые. От близких видов отличаются следующими признаками: у самок ноги чёрные и много темнее груди; апикальные края от второго тергита до вершины брюшка от темно-красного до почти чёрного цвета; у самцов ментум с продольными килями. Грудь самок грушевидной формы. Коготки лапок без зубцов.
Паразитоиды куколок ос и пчёл: Ashmeadiella aridula, A. gillettei, A. meliloti, A. timberlakei, Ceratochrysis enhuycki, Hoplitis hypocrita, H. producta, Leptochilus sp., Megachile montivaga, Microdynerus bakerianus, Sapyga pumila, Stelis lateralis?, Stelis sp. на Ashmeadiella gillettei, Stelis sp. на Hoplitis grinnelli, Stelis sp., Trypargilum t. tridentatum, Trypargilum sp..

## Классификация
Вид был впервые описан в 1886 году американским энтомологом Charles A. Blake под названием Photopsis abdominalis по самцам, найденным в Техасе. Видовой статус подтверждён в ходе ревизии, проведённой в 2015 году американскими энтомологами Джеймсом Питтсом и Эмили Садлер (Department of Biology, Университет штата Юта, Логан, США). Включён в состав видовой группы S. uro species-group вместе с видами S. uro, S. amphion и S. contracta.